# Caio Lauxtermann
Caio Lauxtermann (4 de abril de 2003) es un deportista alemán que compite en gimnasia en la modalidad de trampolín.
Ganó una medalla de oro en el Campeonato Mundial de Gimnasia en Trampolín de 2023 y dos medallas en el Campeonato Europeo de Gimnasia en Trampolín, en los años 2021 y 2024.
Además, consiguió una medalla de bronce en los Juegos Mundiales de 2025, en la prueba sincronizada.

## Palmarés internacional
| Campeonato Mundial | Campeonato Mundial       | Campeonato Mundial | Campeonato Mundial |
| Año                | Lugar                    | Medalla            | Prueba             |
| ------------------ | ------------------------ | ------------------ | ------------------ |
| 2023               | Birmingham (Reino Unido) | Medalla de oro     | Sincronizado       |
| Campeonato Europeo |                          |                    |                    |
| Año                | Lugar                    | Medalla            | Prueba             |
| 2021               | Sochi (Rusia)            | Medalla de bronce  | Sincronizado       |
| 2024               | Guimarães (Portugal)     | Medalla de plata   | Equipo             |